# 785
785 (DCCLXXXV) fue un año común comenzado en sábado del calendario juliano, en vigor en aquella fecha.

## Acontecimientos
- Guerras sajonas: Carlomagno convoca una gran reunión de señores sajones y francos en Paderborn, moviliza su ejército sobre Sajonia hasta el Bajo Elba sin resistencia. El duque Widukind retira sus fuerzas "rebeldes" más allá del Elba pero luego negocia e intercambia rehenes. Carlomagno regresa a su palacio en Attigny (Ardennes), seguido de Widukind, y posteriormente los líderes sajones serían bautizados como cristianos en Navidad.[1] Widukind y la nobleza sajona jura lealtad ante Carlomagno.
- El reino franco conquista Sajonia, Gerona y Urgel (hoy España) de los moros. Los francos dividen Cataluña en 14 condados. Carlomagno sofoca una rebelión del conde Hadrad de Turingia.
- Carlomagno funda el condado de Gerona.
- Abderramán I inicia la construcción de la Mezquita de Córdoba.
- El rey Offa de Mercia reasume su control en Kent, depone a su rival Egberto II y establece control directo de Mercia. El hermano de Egberto Eadberht Præn huye a la corte de Carlomagno.
- El califa Muhammad ibn Mansur al-Mahdi fue envenenado por una de sus concubinas. Es sucedido por Al-Hadi como cuarto gobernante del califato abásida.
- Fujiwara no Tanetsugu, poderoso cortesano japonés, es asesinado con una flecha mientras coordinaba el traslado de la capital imperial a Nagaoka-kyo. Numerosos cortesanos son castigados, acusados de tener conexión con el complot, incluyendo al príncipe heredero Sawara quien fue desheredado y exiliado (murió durante el trayecto).

## Nacimientos
- Harald Klak, rey de Dinamarca (fecha aproximada)
- Pascasio Radberto, abad franco (fecha aproximada)
- Emperador Junna de Japón (fecha aproximada)
- Ragnar Lodbrok de Escandinavia (2 de agosto de 785)

## Fallecimientos
- Muhammad ibn Mansur al-Mahdi, califa abásida.
- Fujiwara no Tanetsugu, cortesano japonés.
- Príncipe Sawara, príncipe japonés.
- Ōtomo no Yakamochi, estadista y poeta japonés.
- K'ak' Tiliw Chan Yopaat, rey de Quiriguá.